# 鬚硬唇美鯰
鬚硬唇美鯰是輻鰭魚綱鯰形目美鯰科的其中一種。

## 分布
本魚分布於南美洲巴西聖保羅至里約熱內盧之間的溪流。

## 特徵
本魚體修長，有兩排骨板，深色網狀圖紋覆蓋於魚體前部，一條乳白色細條紋起於吻部，穿過頭部直至背鰭；成年雄魚的頭部長有剛毛。體長可達9.5公分。

## 生態
本魚棲息於淡水溪流或池塘，性情溫和，喜群游，夜行性，屬雜食性，以蠕蟲、甲殼類、昆蟲、植物等為食。

## 經濟利用
為觀賞性魚類。